# (20595) Ryanwisnoski
(20595) Ryanwisnoski (1999 RT188) – planetoida z pasa głównego asteroid okrążająca Słońce w ciągu 3,44 lat w średniej odległości 2,28 j.a. Odkryta 9 września 1999 roku.